# Nomada miniata
Nomada miniata är en biart som beskrevs av Smith 1854. Nomada miniata ingår i släktet gökbin, och familjen långtungebin. Inga underarter finns listade i Catalogue of Life.